# Texola elada
Texola elada (o Microtia elada, según taxonomías más recientes) es una mariposa endémica de México de la familia Nymphalidae que fue descrita originalmente bajo el nombre científico de Eresia elada  por Hewitson en el año de 1868.

## Descripción
Antenas, cabeza, tórax y abdomen son de color negro. El ápice de las antenas es de color anaranjado. Palpos labiales, tórax y abdomen en su vista ventral son de color blanco. Y las patas de color anaranjado.
Las alas miden  22 a 32 mm. Los márgenes de las alas son redondos, el color de fondo es negro, con abundantes manchas de color anaranjado en ambas alas. En la región basal de ambas alas en su vista dorsal presenta escamas más claras. Ambos bordes de las alas presentan pelos cortos blancos y negros. Las alas anteriores en su vista ventral presentan varias manchas anaranjadas, blancas y negras. En el ala posterior en su vista ventral, presenta tres franjas de color blanco y tres de color anaranjado.
Las larvas se alimentan de varias asteráceas, incluyendo Siphonoglossa pilosella.

## Distribución
Se encuentra en Texas y en México, los registros conocidos pertenecen a los estados de Colima, Guanajuato, Guerrero, Jalisco, Michoacán, Morelos, Estado de México, Nayarit, y Oaxaca.

## Hábitat
Habita en áreas abiertas desde la selva alta y mediana perennifolia, selva baja caducifolia, selva alta o mediana subcaducifolia.

## Estado de conservación
Esta especie, está bien representada en colecciones nacionales, se conocen recolectas de casi la mitad del país, centro y sur de México. No se encuentra enlistada en la NOM-059.